# جيمي هامبسون
جيمي هامبسون (بالإنجليزية: Jimmy Hampson)‏ (23 مارس 1906 في المملكة المتحدة - 10 يناير 1938 في المملكة المتحدة) هو لاعب كرة قدم بريطاني في مركز الهجوم. شارك مع منتخب إنجلترا لكرة القدم. أما مع النوادي، فقد لعب مع نادي بلاكبول ونادي نيلسون.

## وصلات خارجية
- جيمي هامبسون على موقع قاعدة بيانات كرة القدم.إي يو (الإنجليزية)
- جيمي هامبسون على موقع ناشيونال فوتبول تيمز (الإنجليزية)